# Лопушна (річка)
Лопу́шна — річка в Українських Карпатах, у межах Путильського району Чернівецької області. Права притока Білого Черемошу (басейн Дунаю).

## Опис
Довжина 11 км, площа водозбірного басейну 42,6 км². Похил річки 31 м/км. Річка типово гірська — з багатьма перекатами і кам'янистим дном. Річище слабозвивисте.

## Розташування
Лопушна бере початок на південний схід від села Випчина. Тече в межах гірського масиву Яловичорські гори переважно на північний захід, у пригирловій частині — на захід. Впадає до Білого Черемошу неподалік від південно-східної околиці села Голошина. 
Над річкою розташована частина села Випчина. 
Притоки: Сенець (права), гірські потічки.